# Spicks and Specks / I Am The World
A Spicks and Specks a Bee Gees 1966 szeptemberében Ausztráliában és Új-Zélandon megjelent kislemeze volt, B-oldalán az I Am The World dallal. A Spicks and Specks a sydneyi slágerlista vezetője volt. A Spicks and Specks szám sikere után az 1966 szeptemberében megjelent Monday's Rain album címét megváltoztatták, és a további kiadások már Spicks and Specks címen jelent meg, valamint a Monday's Rain és Spicks and Specks számok lemezen elfoglalt helyét is felcserélték, az új kiadáson már a Spicks and Specks az album első dala.
Ezen a lemezen szerepel első alkalommal Colin Petersen dobos, mint a Bee Gees együttes tagja. A kislemezt Európában 1969-ben adták ki, miután a Bee Gees ott is befutott.

## Közreműködők
- Barry Gibb – ének, gitár
- Robin Gibb – ének
- Maurice Gibb – ének,  gitár, zongora
- John Robinson – basszusgitár
- Russell Barnsley – basszusgitár
- Colin Petersen – dob
- Steve Kipner – vokál
- hangmérnök – Ossie Byrne

## A lemez dalai
A oldal: Spicks and Specks  (Barry Gibb) (1966), mono 2:52, ének: Barry Gibb

B oldal: I Am The World  (Robin Gibb) (1966), mono 2:35, ének: Robin Gibb

## Top10 helyezés
- Spicks and Specks: Sydney: #1., Ausztrália: #5., Hollandia: #2., Új-Zéland: #1.